# RC Kouba
Der RC Kouba (Raed Chabab Kouba) ist ein algerischer Fußballverein aus Kouba. Er trägt seine Heimspiele im Stade Omar Benhaddad aus.
Der Verein wurde am 28. Januar 1945 gegründet und hatte seine Glanzzeiten Anfang der 80er Jahre. Während sie 1966/67 und 1974/75 jeweils die Vize-Meisterschaft gewinnen konnten, gelang 1980/81 der große Wurf mit dem Gewinn der nationalen Meisterschaft. Im selben Jahr siegten sie auch im algerischen Supercup gegen den USM Algier. Durch den Erfolg konnten sie sich erstmals für die afrikanischen Wettbewerb qualifizieren, wo sie erst im Viertelfinale an Enugu Rangers scheiterten. Aktuell spielt der Verein in der Algerian Ligue Professionnelle 2.

## Statistik in den CAF-Wettbewerben
| Wettbewerb                          | Runde         | Gegner              | Hinspiel | Rückspiel            |  |
| ----------------------------------- | ------------- | ------------------- | -------- | -------------------- |  |
|                                     |               |                     |          |                      |  |
| African Cup of Champions Clubs 1982 | 1. Runde      | KAC Kenitra         | 1:1 (H)  | 3:1 (A)              |  |
|                                     | 2. Runde      | Stella Club Abidjan | 0:1 (A)  | 1:0 (H) / n. E.: 4:3 |  |
|                                     | Viertelfinale | Enugu Rangers       | 0:5 (A)  | 1:2 (H)              |  |